# تی‌وی آن د ریدیو
تی‌وی آن د ریدیو(به انگلیسی: TV on the Radio)(به معنی تلویزیون را با رادیو گوش دادن) نام گروه اکسپریمنتال راک و ایندی راک آمریکایی است که در سال ۲۰۰۱ در بروکلین، نیویورک تشکیل شد.سبک موسیقی تی‌وی آن د ریدیو طیف وسیعی از پست-پانک تا الکترو و فری جز تا موسیقی سول را در برمی‌گیرد و یکی از موفق‌ترین گروه‌های مستقل آمریکا است.
تی‌وی آن د ریدیو تاکنون ای‌پی‌های زیادی از جمله اولین ای‌پی خود Young Liars را در سال ۲۰۰۳ منتشر کرده و چهار آلبوم نیز از خود به جای گذاشته که مورد تحسین و توجه منتقدان قرار گرفته است.

## آلبوم‌ها
| ۲۰۰۲ | OK Calculator                        | —  | —   |
| ۲۰۰۴ | Desperate Youth, Blood Thirsty Babes | —  | ۱۷۵ |
| ۲۰۰۶ | Return to Cookie Mountain            | ۴۱ | ۹۰  |
| ۲۰۰۸ | Dear Science                         | ۱۲ | ۳۳  |
| ۲۰۱۱ | Nine Types of Light                  | ۱۲ | ۳۳  |